# Filippo di Nassau
Filippo di Nassau-Dillenburg (Dillenburg, 1º dicembre 1566 – Rheinberg, 3 settembre 1595) è stato un militare olandese.

## Biografia

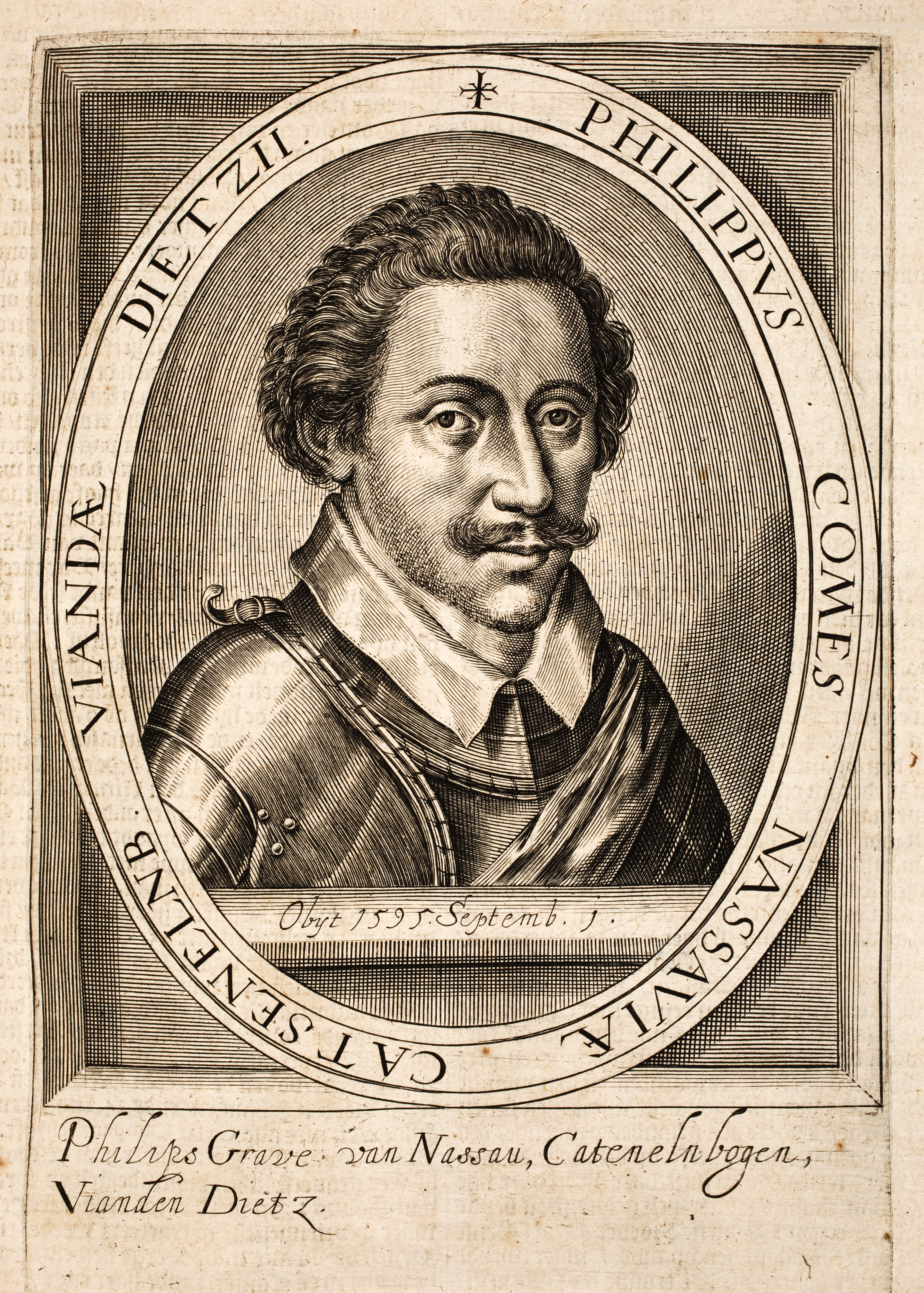
Filippo di Nassau in un'incisione d'epoca

Figlio del conte Giovanni VI di Nassau-Dillenburg e della contesa Elisabetta di Leuchtenberg, Filippo studiò con suo fratello Guglielmo Luigi e con suo cugino Maurizio all'Università di Heidelberg, e poi solo con Maurizio all'Università di Leida. Trascorse del tempo alla tenuta di suo zio Guglielmo I d'Orange che era solito soprannominarlo Flipchen ("Filippino"). A partire dal 1585, quando ne ebbe l'età, venne iscritto nell'esercito olandese e raggiunse il grado di colonnello di fanteria.
Dal 1586 al 1587, Filippo fu governatore della città di Gorinchem, e poi dal 1591, dopo l'assedio di Nimega, divenne governatore di quella stessa città. Da Nimega, Filippo diede inizio ad una campagna militare nel ducato di Lussemburgo contro l'esercito spagnolo, nel tentativo di distogliere l'attenzione di quest'ultimo dai Paesi Bassi e consentire così a suo cugino Maurizio di portare a compimento una grandiosa campagna militare in patria. Nel 1594, prese parte all'assedio di Groninga del 1594 ed il 2 settembre 1595 venne destinato al comando di più di 500 cavalieri nella battaglia sul fiume Lippe, assieme ai suoi fratelli Luigi Gunther ed Ernesto Casimiro. Durante la battaglia, Filippo venne gravemente ferito e venne fatto prigioniero dagli spagnoli che lo portarono al loro accampamento. Malgrado le cure di due dei migliori chirurghi dell'esercito spagnolo, il conte morì il giorno successivo, all'età di 28 anni.
Quando Ernesto Casimiro venne liberato (dietro pagamento di 10.000 fiorini di riscatto), ottenne di poter avere il corpo del fratello e di riportarlo così all'accampamento di Maurizio d'Orange perché fosse sepolto con tutti gli onori. La cerimonia ebbe luogo il 22 ottobre 1595 nella chiesa di Sant'Eusebio ad Arnhem.

## Ascendenza
|                                  |   |                                    | Genitori                   |  |  | Nonni |  |  | Bisnonni                         |  |  | Trisnonni |  |
|                                  |   |                                    |                            |  |  |       |  |  | Guglielmo V di Nassau-Dillenburg |  |  | …         |  |
|                                  |   |                                    |                            |  |  |       |  |  | Guglielmo V di Nassau-Dillenburg |  |  | …         |  |
|                                  |   | …                                  |                            |  |  |       |  |  | Guglielmo V di Nassau-Dillenburg |  |  |           |  |
| Guglielmo I di Nassau-Dillenburg |   |                                    |                            |  |  |       |  |  | Guglielmo V di Nassau-Dillenburg |  |  |           |  |
|                                  |   | Elisabetta d'Assia-Marburg         | Enrico III d'Assia-Marburg |  |  |       |  |  |                                  |  |  |           |  |
|                                  |   | Elisabetta d'Assia-Marburg         | Enrico III d'Assia-Marburg |  |  |       |  |  |                                  |  |  |           |  |
|                                  |   | Elisabetta d'Assia-Marburg         | Anna di Katzenelnbogen     |  |  |       |  |  |                                  |  |  |           |  |
| Giovanni VI di Nassau-Dillenburg |   | Elisabetta d'Assia-Marburg         |                            |  |  |       |  |  |                                  |  |  |           |  |
|                                  |   | Botho VIII di Stolberg-Wernigerode | …                          |  |  |       |  |  |                                  |  |  |           |  |
|                                  |   | Botho VIII di Stolberg-Wernigerode | …                          |  |  |       |  |  |                                  |  |  |           |  |
|                                  |   | Botho VIII di Stolberg-Wernigerode | …                          |  |  |       |  |  |                                  |  |  |           |  |
| Giuliana di Stolberg-Wernigerode |   | Botho VIII di Stolberg-Wernigerode |                            |  |  |       |  |  |                                  |  |  |           |  |
|                                  |   | Anna di Eppstein-Königstein        | …                          |  |  |       |  |  |                                  |  |  |           |  |
|                                  |   | Anna di Eppstein-Königstein        | …                          |  |  |       |  |  |                                  |  |  |           |  |
|                                  |   | Anna di Eppstein-Königstein        | …                          |  |  |       |  |  |                                  |  |  |           |  |
| Filippo di Nassau-Dillenburg     |   | Anna di Eppstein-Königstein        |                            |  |  |       |  |  |                                  |  |  |           |  |
|                                  | … | …                                  |                            |  |  |       |  |  |                                  |  |  |           |  |
|                                  | … | …                                  |                            |  |  |       |  |  |                                  |  |  |           |  |
|                                  | … | …                                  |                            |  |  |       |  |  |                                  |  |  |           |  |
| …                                | … |                                    |                            |  |  |       |  |  |                                  |  |  |           |  |
|                                  |   | …                                  | …                          |  |  |       |  |  |                                  |  |  |           |  |
|                                  |   | …                                  | …                          |  |  |       |  |  |                                  |  |  |           |  |
|                                  |   | …                                  | …                          |  |  |       |  |  |                                  |  |  |           |  |
| Elisabetta di Leuchtenberg       |   | …                                  |                            |  |  |       |  |  |                                  |  |  |           |  |
|                                  |   | …                                  | …                          |  |  |       |  |  |                                  |  |  |           |  |
|                                  |   | …                                  | …                          |  |  |       |  |  |                                  |  |  |           |  |
|                                  |   | …                                  | …                          |  |  |       |  |  |                                  |  |  |           |  |
| …                                |   | …                                  |                            |  |  |       |  |  |                                  |  |  |           |  |
|                                  |   | …                                  | …                          |  |  |       |  |  |                                  |  |  |           |  |
|                                  |   | …                                  | …                          |  |  |       |  |  |                                  |  |  |           |  |
|                                  |   | …                                  | …                          |  |  |       |  |  |                                  |  |  |           |  |
|                                  |   | …                                  |                            |  |  |       |  |  |                                  |  |  |           |  |